# Freirina
Freirina es una comuna y pueblo del Norte Chico de Chile, ubicada en la provincia de Huasco, región de Atacama a 179 km de Copiapó.

## Historia

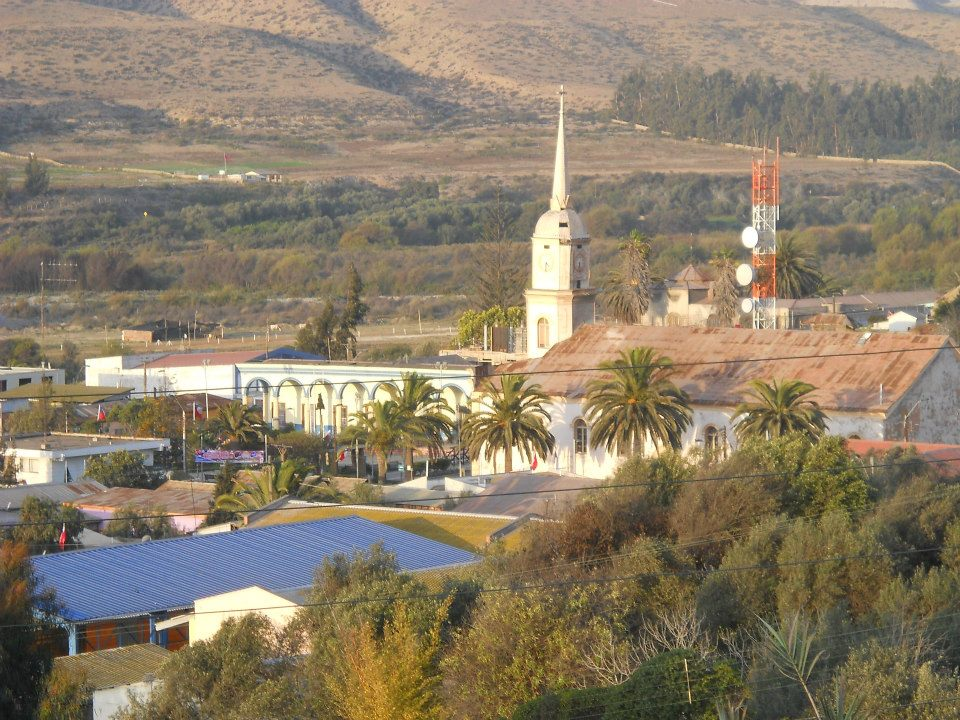
Vista desde las afueras.

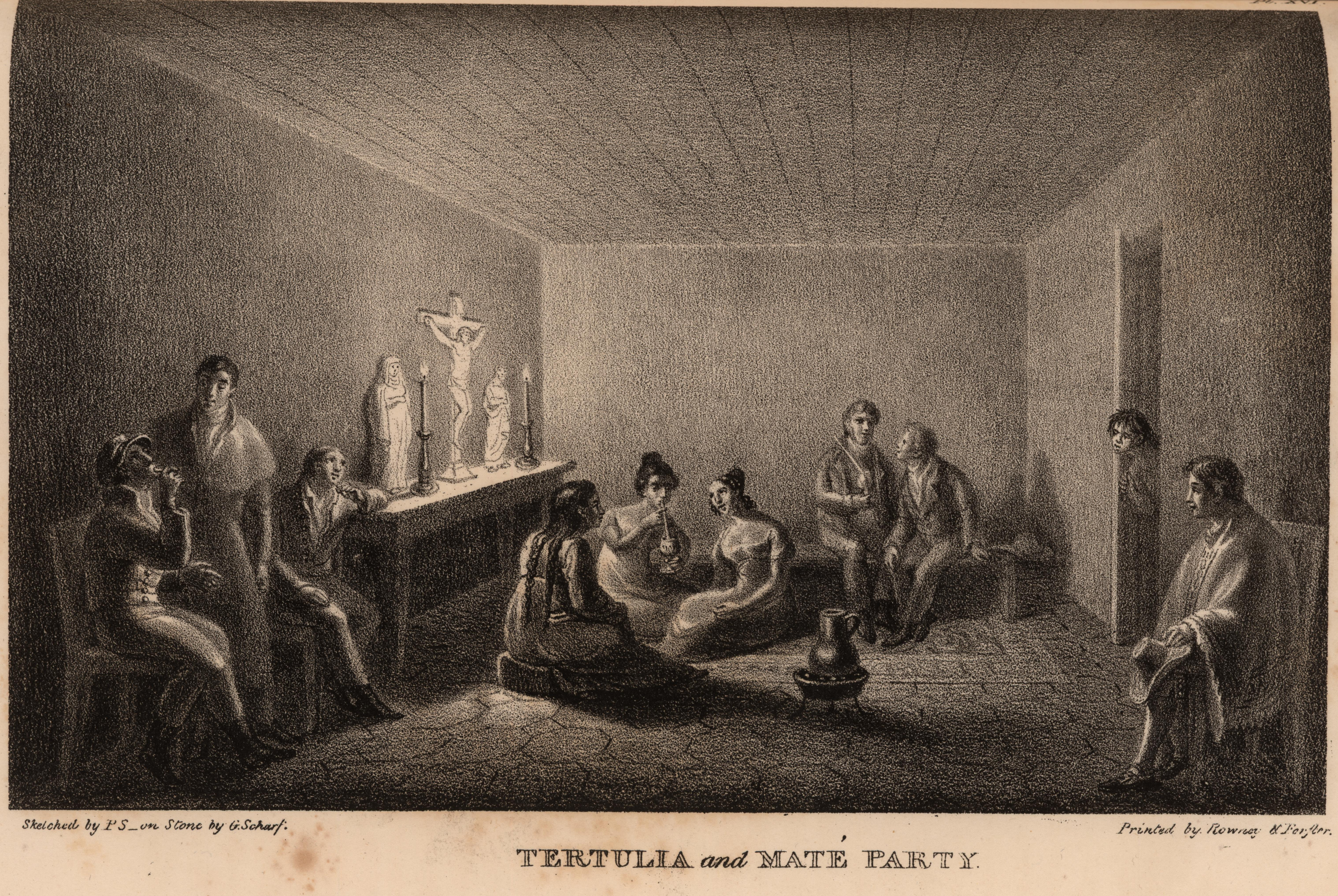
Tertulia con mate en Freirina; dibujo de Schmidtmeyer, litografía de Scharf, 1824.

Freirina, fundada el 20 de octubre de 1752 bajo el gobierno del español Domingo Ortiz de Rozas con el nombre de Asiento de Santa Rosa del Guasco, es una de las más antiguas de Chile. El 8 de abril de 1824 fue ascendida al título de villa de Freirina en honor al director supremo de la época, el general Ramón Freire Serrano. En 1876 se transformó en departamento y a partir de 1870 fue municipio.
Con la creación de la provincia de Coquimbo, pasó a ser cabecera de la delegación de Huasco, que, con la Constitución de 1833, se convirtió en el departamento de Freirina. En 1843, se creó la provincia de Atacama, de la que pasó a formar parte.
El título de ciudad le fue entregado el 17 de enero de 1874. Tiene una extensión de 3577 km² y aproximadamente 6000 habitantes que se distribuyen entre la ciudad misma (3469 hab.) y los sectores rurales.
Francisco Astaburoaga escribió en 1899 en su Diccionario Geográfico de la República de Chile: 276  sobre el lugar:

Freirina.-—Ciudad, capital del departamento de su nombre. Está asentada sobre la margen sur del río Guasco en los 28º 31' Lat. y 71° 01' Lon. y á 137 metros de altitud. Dista 22 kilómetros al E. del puerto del Guasco y unos 35 hacia el O. de la ciudad de Vallenar; queda á unos 150 hacia el SO. de la de Copiapó. La pueblan 2,147 habitantes, y contiene iglesia parroquial, tres escuelas gratuitas, oficinas de correo, telégrafo y de registro civil, &c. Posee bellas huertas en su contorno; su clima es benigno y muy sano, y en sus inmediaciones se explotan varias minas de cobre y de plata. Fundóla en 1753 el Presidente Ortíz de Rozas, quien la denominó Santa Rosa del Guasco, cuyo nombre fué cambiado en 8 de abril de 1824 por el de villa de Freirina, en honor del entonces Supremo Director de la República, general Don Ramón Freiré. Se la dió título de ciudad por la ordenanza de 17 de enero de 1874.

El geógrafo Luis Risopatrón describe a Freirina en su libro Diccionario Jeográfico de Chile en el año 1924:: 341 

Freirina (Ciudad) 28° 30' 71° 07'. Se compone de una cuarentena de manzanas i se estiende de E a W, a 81 m de altitud, en la márjen S del rio del Guasco, en un pequeño valle mui fértil, con bellas huertas en su contorno, a 16 kilómetros hacia el E del puerto del Guasco, con el que queda unido por el ferrocarril que va a Vallenar; fué fundada en 1753, con el nombre de Santa Rosa del Guasco, por el del mineral encontrado en sus inmediaciones por los años de 1700, nombre que se cambió el 8 de abril de 1824, por el de villa de Freirina, en honor del entonces Director Supremo, don Ramón Freire. Se le dio el título de ciudad por la ordenanza de 17 de enero de 1874 i fué arruinada en el terremoto del 10 de noviembre de 1922. Goza de un clima benigno i mui sano.

## Medio ambiente

### Geomorfología y componentes abióticos

Trazado simplificado de los ecosistemas y cuerpos de agua presentes en la comuna de Freirina.

La comuna de Freirina se encuentra emplazada en las unidades geomorfológicas de Pampa ondulada o austral, Llanos de sedimentación fluvial o aluvional, Pampa transicional y Planicie marina o fluviomarina; y presenta según la clasificación climática de Köppen clima semiárido (BSk), clima semiárido de lluvia invernal (BSk (s)) y clima semiárido de lluvia invernal e influencia costera (BSk (s) (i)). Esta además se halla entre las cuencas hidrográficas de Costeras e Islas entre el río Huasco y la región de Coquimbo, Costeras e Islas entre la región de Atacama y la Quebrada Los Choros, Quebrada Carrizal y Costeras hasta río Huasco, río Huasco y Río los Choros. Además, la comuna posee diversos cuerpos de agua, entre los que se destacan el río Huasco.

### Componentes bióticos
Dentro del territorio de la comuna se pueden hallar los siguientes ecosistemas:
- Matorral desértico mediterráneo costero donde predominan Oxalis virgosa y Heliotropium stenophyllum (Preocupación menor)
- Matorral desértico mediterráneo costero donde predominan Oxalis virgosa y Eulychnia breviflora (Preocupación menor)
- Matorral desértico mediterráneo interior donde predominan Adesmia argentea y Bulnesia chilensis (Preocupación menor)
- Matorral desértico mediterráneo interior donde predominan Skytanthus acutus y Atriplex deserticola (Preocupación menor)

### Medidas de protección ambiental y conflictos socioambientales
Hasta 2022, la comuna de Freirina cuenta con las siguientes zonas que cuentan con algún nivel de protección ambiental:
- Carrizalillo (Sitios ERB)[13]
- Chañaral de Aceituno (Ampliación Reserva Marina I*) (Sitios ERB)[14]
- Llanos de Challe (Sitios ERB)[15]
- Quebrada El Chañar (La Bomba) (Sitios ERB)[16]
- Reserva Marina Isla Chañaral (Reserva Marina)[17]
- Reserva Nacional Pingüino de Humboldt (Reserva Nacional)[18]
- río Huasco (Sitios ERB)[19]
- Sarco (Sitios ERB)[20]
- Sauce Pérez (Sitios ERB)[21]
- Zona Desierto Florido (Sitios Ley 19.300)[22]

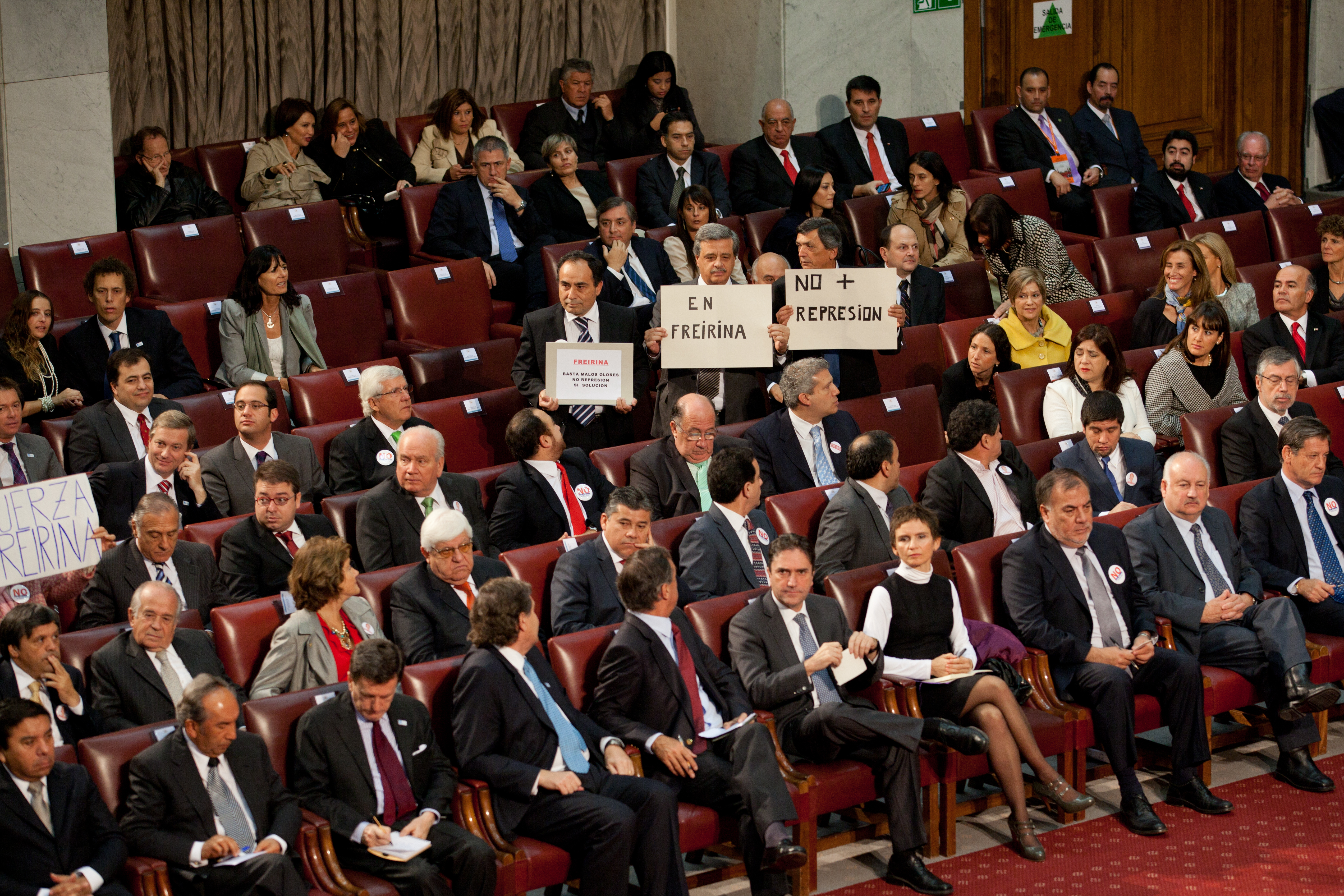
Parlamentarios chilenos protestando por el conflicto de Agrosuper en Freirina, durante el discurso del 21 de mayo de 2012.

En mayo de 2012, una planta de la empresa Agrosuper ubicada en esta comuna, dedicada a la distribución de carne de cerdo, causó polémica luego de que se cerrara por presión de vecinos y organizaciones sociales que acusaban excesivos malos olores y alta presencia de mosca , tras el cierre de las instalaciones por parte de la empresa, molesta por la intransigencia y violencia del movimiento social,  esta dejó abandonados a 450 mil cerdos en el lugar, los cuales de no ser atendidos morirían por falta de alimentación, ocasionando serios problemas sanitarios para la localidad. Finalmente, luego de diversas presiones por parte de autoridades públicas, el gerente General de Agrosuper, José Guzmán, declaró que todos los cerdos serían sacrificados en plantas procesadoras de carne. El gobierno calificó el hecho como una «catástrofe sanitaria» y presionó a la empresa para realizar un plan de contingencia. José Guzmán, gerente general de Agrosuper, declaró a través del sitio web de la empresa que lamentaban las molestias ocasionadas.

## Demografía

### Localidades
La comuna de Freirina alberga el pueblo del mismo nombre; las aldeas Vicuña Mackenna y Maitencillo; los caseríos Carrizalillo, Las Tablas, Santa Teresa, las haciendas Atacama y Nicolasa, las caletas Chañaral, Los Burros y Guzmán; Tatara, Los Bronces, Las Bandurrias, Playa Mamani, La Chépica, Peñas Blancas, Agua La Zorra, Carrizal Alto y Capote.

## Administración

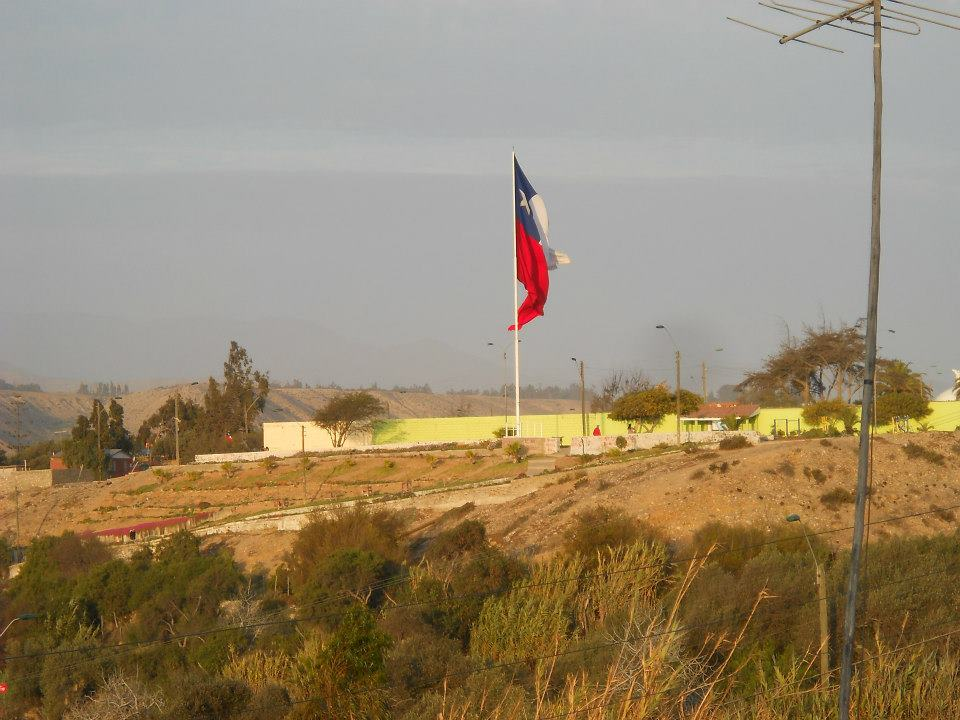
Cementerio de Freirina.

### Municipalidad
La Municipalidad de Freirina la dirige el alcalde César Orellana Orellana (PS), asesorado por los concejales:
- Leopoldo Altamirano Urrutia (PDC)
- Francisco Carvajal Zuleta (PS)
- Nicolás Gallardo Martínez (RN)
- Patricio Monardes Rodríguez (FREP)
- Fernando Rulth Pérez (PRSD)
- Jeny Tamblay Cortés (PS)

### Representación parlamentaria
Freirina pertenece al Distrito Electoral n.º 4 y a la 4.ª Circunscripción Senatorial (Atacama). Está representada en la Cámara de Diputados del Congreso Nacional por Daniella Cicardini Milla, (PS), Sofía Cid Versalovic (RN), Jaime Mulet Martínez FREVS, Nicolás Noman Garrido (UDI) y Juan Santana Castillo (PS); y en el Senado por Yasna Provoste Campillay (PDC) y Rafael Prohens Espinosa (RN).

## Economía
En 2018, la cantidad de empresas registradas en Freirina fue de 51. El Índice de Complejidad Económica (ECI) en el mismo año fue de -0,79, mientras que las actividades económicas con mayor índice de Ventaja Comparativa Revelada (RCA) fueron Municipalidades (1318,63), Cultivo de Plantas cuyas Hojas o Frutas son usadas para Preparar Bebidas (175,98) y Reproducción y Cría de Moluscos y Crustáceos (46,68).

### Energías renovables
El sector costero de la comuna posee un alto potencial para la producción de energía eólica. El Parque eólico San Juan, ubicado en la Estancia Chañaral de Aceituno, es un parque eólico de la comuna que contribuye a la generación de energías renovables en Chile, siendo desde su inauguración en diciembre de 2016, uno de los más grandes del norte del país. Cuenta con una potencia de 193 MW de generación eléctrica y se encuentra conectado al Sistema Interconectado Central (SIC). Asimismo, existe un proyecto para un parque solar, denominado como "El Sauce", que se encuentra en evaluación ambiental y se espera su construcción para el año 2020.

### Turismo

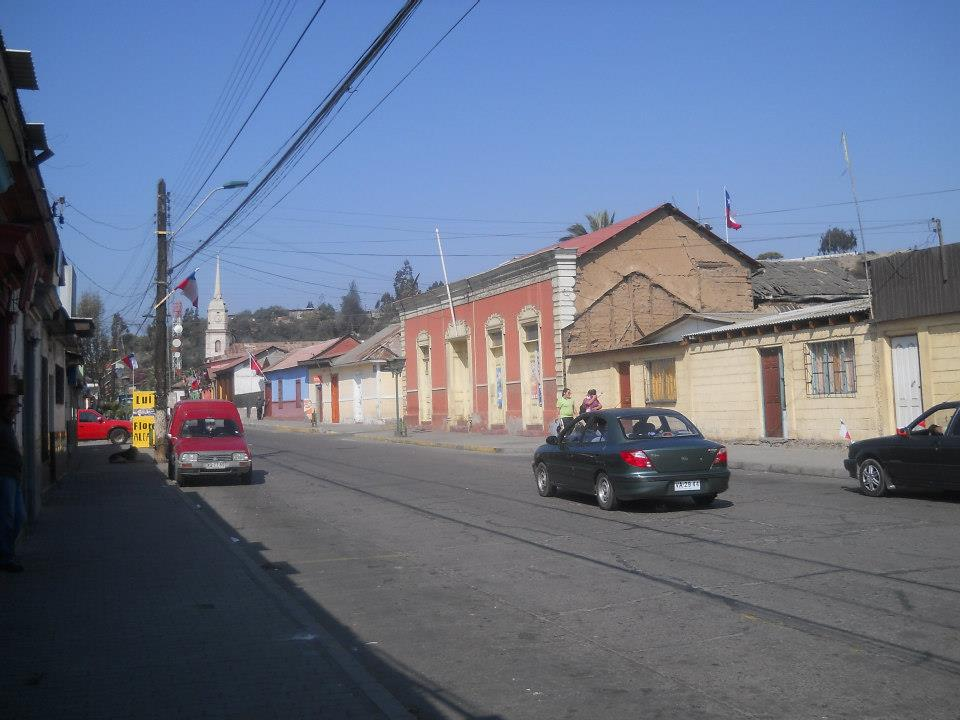
Calle Río de Janeiro, centro de Freirina.

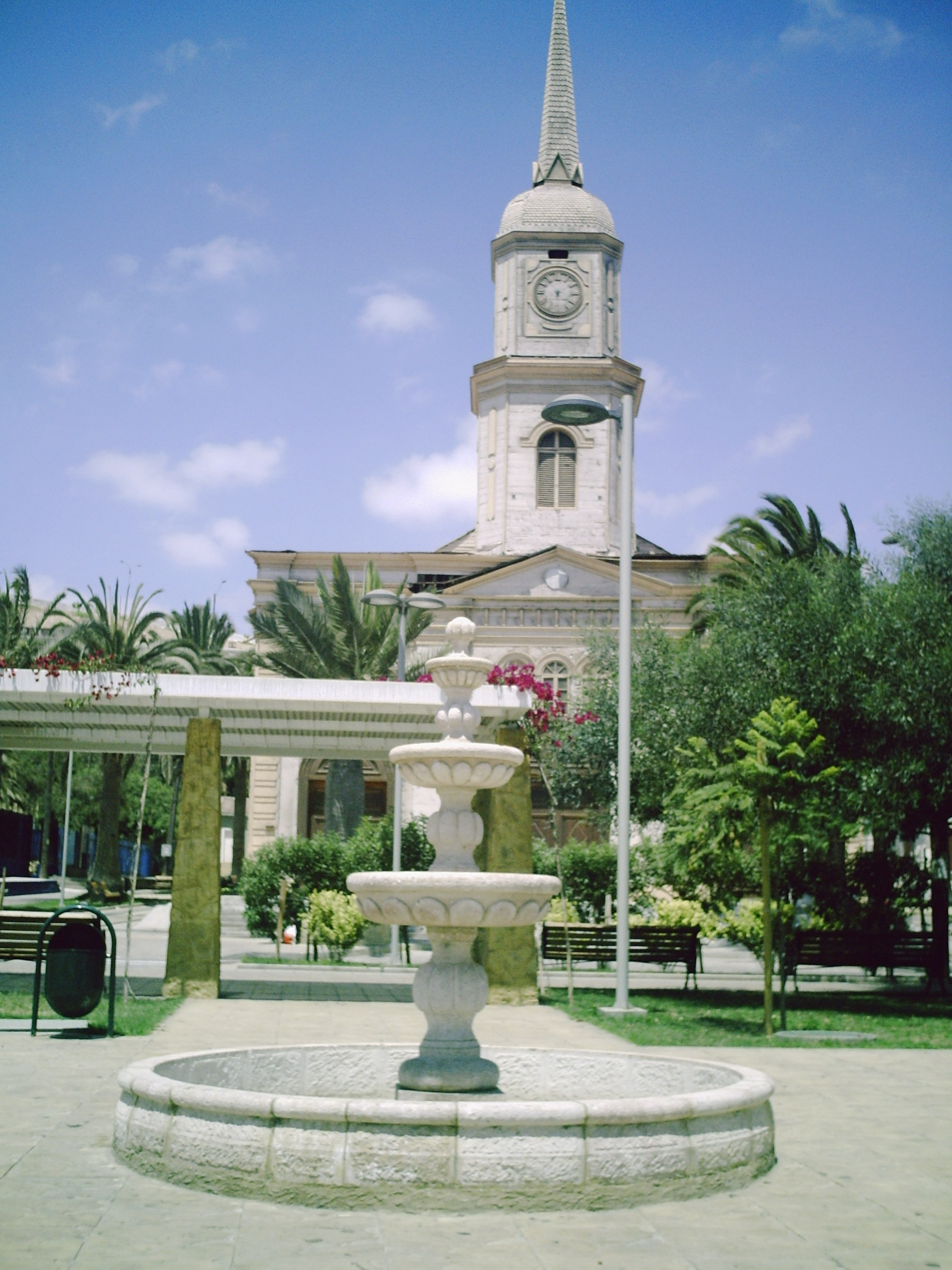
Vista frontal de la iglesia parroquial de Santa Rosa de Lima.

La belleza y parajes naturales del sector son impresionantes, especialmente en época primaveral, cuando ocurre el fenómeno del desierto florido y los campos se cubre de hermosas flores, especialmente de añañucas en los sectores de Las Pintadas y Llano Amarillo. En Las Pintadas, ubicadas 7 km al sur de Freirina, es posible observar gran cantidad de añañucas rojas. A Llano Amarillo se accede por el sector de Los Loros, cruzando el río Huasco, a 6 km, al noroeste de Freirina, y se pueden observar extensas áreas de añañucas amarilla. Otras especies que se dan son: añañuca rosada, arvejilla, algarrobilla, carbonillo, cardo santo, chañarcillo, chinita, corona de fraile, cuerno de vaca, flor de San José o don Diego de la noche amarillo, lechero (Euphorbia lactiflua), lengua de gallina, lirio del campo, malvilla (Cristaria calderana), manzanilla cimarrona, manzanilla (Perityle emoryi), ortiga caballuna (Loasa urmenetae), pata de guanaco, pichoga, piojillo (Malesherbia humilis), rosita (Cruckshanksia hymenodon), sanalotodo, suspiro, té de burro, terciopelo (Argylia radiata), vinagrillo, etc.
En la comuna se encuentra la reserva nacional Pingüino de Humboldt, entre las provincias de Huasco y Elqui. La reserva —que protege la biodiversidad marina de la isla Chañaral, frente a la caleta Chañaral de Aceituno, al sur de la región de Atacama y hasta el sector de isla Damas e isla Choros en la región de Coquimbo- sirve de refugio a gran cantidad de aves marinas migratorias, pingüinos, lobos marinos y chungungos; además, en ella se pueden ver delfines chilenos y nariz de botella j, y rorcuales Minke. 
Productos locales de fama son, entre otros, el aceite de oliva, los camarones, las aceitunas, el dulce de membrillo.

## Servicios públicos

### Educación
La comuna cuenta con las escuelas urbanas Alejandro Noemí Huerta, Emilia Schwabe Rumohr y el Liceo Ramón Freire Serrano en el pueblo de Freirina. Y las escuelas rurales la Virginia San Román (G-98) de Maitencillo, Fortunato Soza Rodríguez de Carrizalillo y Samuel Castillo López de la hacienda Nicolasa.
Además tiene varios jardines infantiles: Amancay, Campanita y Villas los Alcaldes de Freirina; y los rurales Semillitas de la hacienda Nicolasa; Abejitas y Camaroncito de Maitencillo; y Delfincito de Carrizalillo.

## Cultura

### Monumentos nacionales

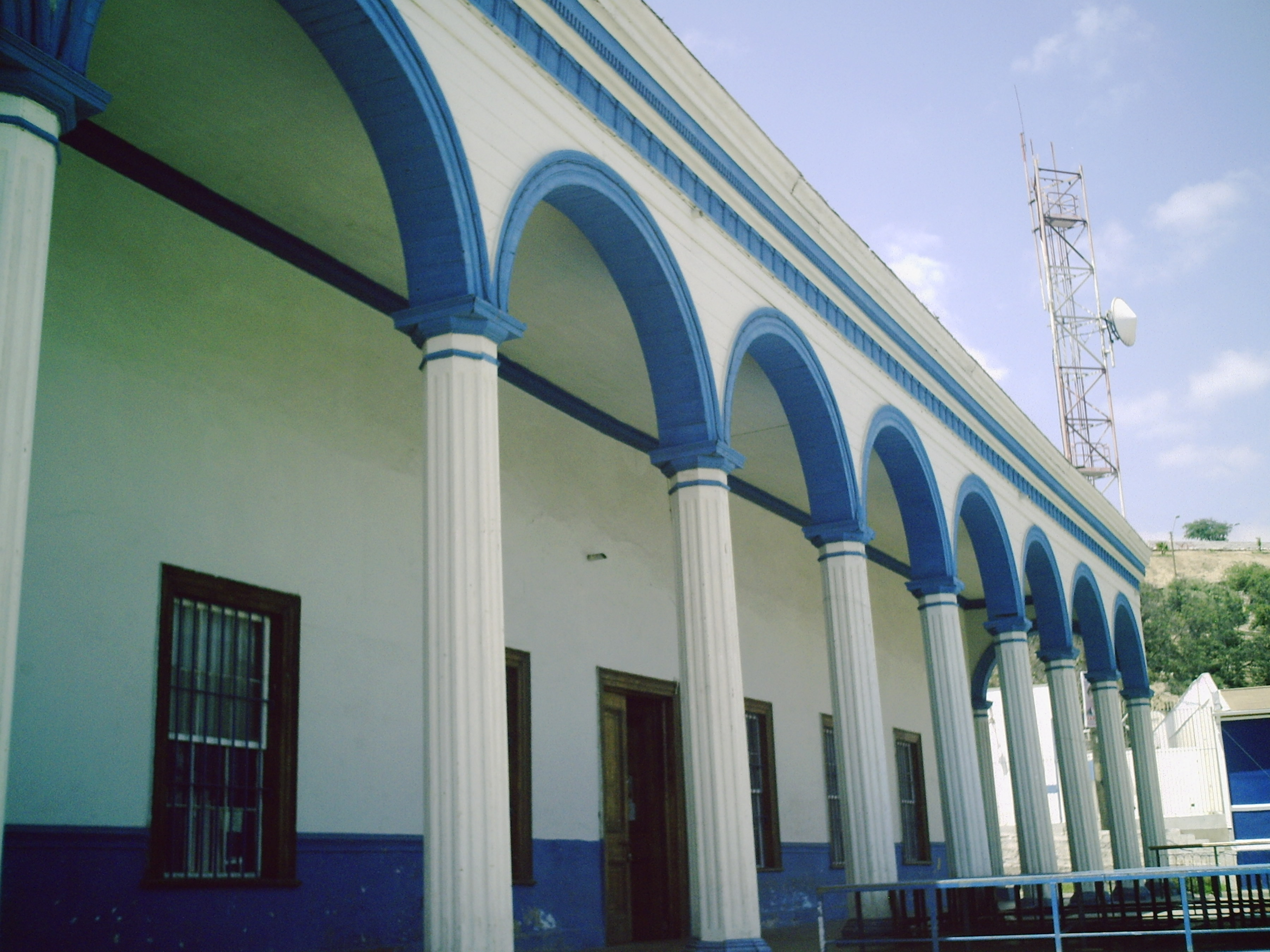
Edificio Los Portales, monumento nacional.

Freirina se destaca por poseer tres monumentos nacionales:
- Edificio Los Portales, que antes fue sede de la Municipalidad, pero que por peligro de derrumbe fueron trasladados a otro emplazamiento temporal en las afueras de la ciudad.
- Iglesia parroquial de Santa Rosa de Lima, construcción edificada en tiempos de La Colonia.
- Ex fundición de cobre de Labrar: sus dos chimeneas, conocidas como Torres de Labrar, se utilizaban cuando la minería estaba en auge en la ciudad.

## Medios de comunicación

### Primera Radio Emisora en Frecuencia Modulada en Freirina
En la ciudad de Freirina se creó la primera radio en frecuencia modulada, siendo esta una de las pioneras en el uso de la tecnología FM. Lleva el nombre Radio Labrar FM, fundada en 1992 por el profesor de ciencias y tecnología Don Mario Osman Aguirre Soto y su esposa Verónica de las Nieves Villarroel Cortes con el fin de informar, educar y entretener para llevar toda la información y ser un medio de comunicación educativo para todos los estudiantes de toda la zona centro y las localidades más apartadas de la ciudad.
En su retórica y legado, se enfatiza que, lleva el nombre "Labrar" en honor a las torres de la Fundición de cobre de Labrar, donde denota la importancia y pertenencia histórica de este medio de comunicación con los habitantes y la población de Freirina.

### Radioemisoras
FM
- 88.1 MHz - Radio Atacama
- 94.9 MHz - Profeta
- 95.7 MHz - Radio Rebuena
- 96.3 MHz - HVA Radio
- 97.1 MHz - FM Okey
- 100.5 MHz - Óyemas Radio
- 101.9 MHz - Radio Labrar FM[37] (Primera Radio FM en Freirina)[38]

## Personas destacadas
- Nicolasa Montt de Marambio, fue una poetisa, traductora y socialité chilena, considerada como una de las pioneras en el campo de la poesía femenina chilena.
- Manuel Ossa Ruiz, fue un empresario y político liberal chileno.
- Maximiliano Poblete Cortés fue un político radical chileno, regidor de Antofagasta.
- Juan Noemi Callejas fue un teólogo chileno que se destacó como pensador al confrontar seria y documentadamente los desafíos de la modernidad planteados a la teología del siglo XX.
- Susana Gálvez Tapia fue una artista gráfica, naturalista y fotógrafa que dedicó su vida a difundir las maravillas naturales de esta zona de la región de Atacama. Un salón de la Municipalidad de Freirina lleva su nombre.